# Palamède (cycle arthurien)
Pour les articles homonymes, voir Palamède.
Dans la légende arthurienne, Palamède est le rival puis le compagnon du chevalier Tristan dans le roman de Tristan en prose. Il se nomme Palamydes dans Le Morte d'Arthur ou encore Palomidès.
Il est le héros d'un roman du XIIIe siècle en vieux-français nommé Palamedes (ou parfois Guiron le Courtois). L'action se situe avant le règne du roi Arthur et relate les exploits des parents de divers héros arthuriens. Alors que l’œuvre porte le nom du chevalier sarrasin Palamedes et que certains manuscrits l’identifient explicitement comme l’une des figures centrales, Méliadus (le père de Tristan) et son grand ami Guiron le Courtois sont de loin les personnages les plus importants et donnent leur nom aux deux sections du récit.
Dans une des versions du texte, l'auteur déclare qu'il a l'intention d'écrire une œuvre en trois parties : la première présentant les aventures des anciens chevaliers et leur incarcération, la deuxième décrivant comment les plus jeunes héros Arthur, Tristan et Palamède les libèrent et la troisième partie faisant la chronique de la quête du Graal et de la mort du roi Arthur. Les manuscrits survivants contiennent la majeure partie de la première partie et le début de la seconde.
Composé entre 1235 et 1240, le texte survit dans environ 40 manuscrits. Il a été retravaillé à la fin du XIIIe siècle dans le cadre de la vaste compilation de Rustichello de Pise. L'auteur original est inconnu, bien que le prologue le nomme Helie de Boron, un neveu fictif de Robert de Boron, inconnu par ailleurs et probablement inventé, qui aurait également travaillé la deuxième partie du Tristan en prose.

## Palamède dans la fiction

### Romans
- Michael Scott, dans une série de 6 livres intitulés Les Secrets de l'immortel Nicolas Flamel : L'Alchimiste, 2008 ; Le Magicien, début 2009 ; L'Ensorceleuse, fin 2009 ; Le Nécromancien, 2010 ;  Le Traître  en 2012 ; L'Enchanteresse en 2013, Pocket Jeunesse. Série dans laquelle il est un chevalier et le meilleur ami (presque frère) de William Shakespeare. Il est du côté de Nicolas Flamel et de ses amis et vit dans le château-fort construit avec les voitures d'une casse.

- Peter Cushing interprète Sir Palamides dans le film Le Serment du chevalier noir de Tay Garnett sorti en 1954.